# Національна пісня

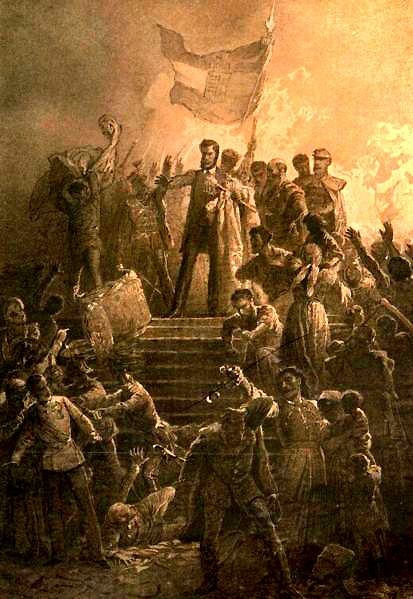
Шандор Петефі читає «Патріотичну пісню»

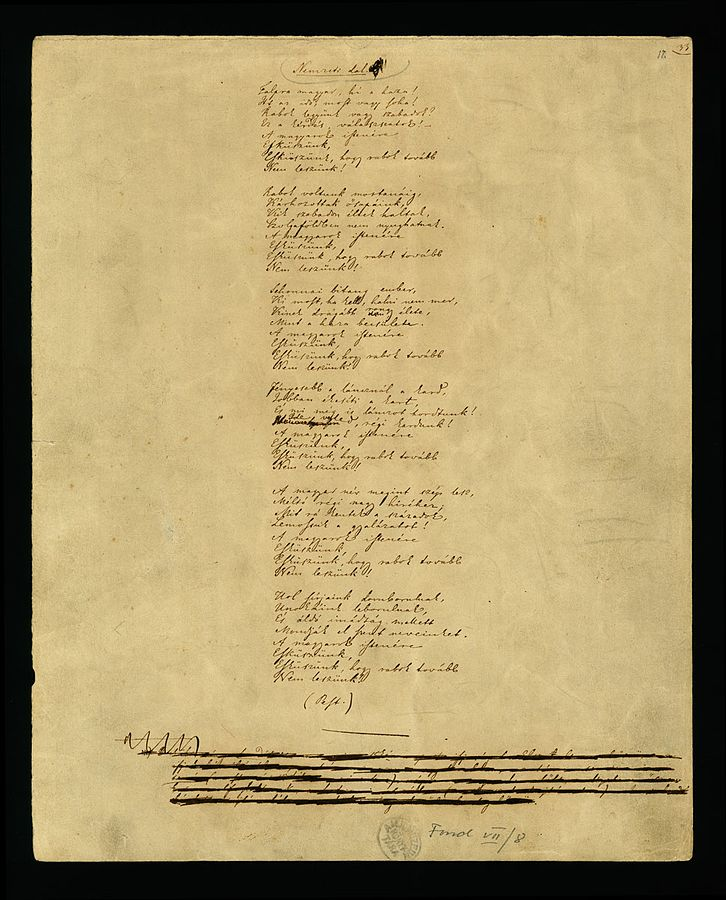
Оригінал «Національної пісні»

Національна пісня (угорською «Nemzeti dal») — угорська патріотична поема, написана Шандором Петефі, яка, як кажуть, надихнула Угорську революцію 1848 року. Петефі прочитав вірш вголос 15 березня на сходах Угорського національного музею в Будапешті перед натовпом, який наприкінці скандував приспів, коли вони почали маршувати містом, захоплюючи пресу, звільняючи політичних в'язнів і проголошуючи кінець австрійського панування. 15 березня угорці відзначають річницю революції. На пам'ять про полеглих революціонерів та ідеал революції носять червоно-біло-зелені стрічки. У 1848—1849 роках Угорщина ненадовго здобула незалежність, але зазнала поразки від об'єднаних сил Габсбургів і Російської імперії. Попри свою остаточну поразку, революція започаткувала низку подій, які призвели до автономії Угорщини в складі нової Австро-Угорської імперії в 1867 році. Вірш посів третє місце після "Himnusz" і "Szózat" як заява про угорську національну ідентичність.
Національна пісня

Встань, мадьяр, на клич вітчизни!
Встань, часи настали грізні!
Вирішиться в смертнім полі
Жить нам вільно чи в неволі?
Клянемося перед богом
I людьми,
Що рабами більш не будем
Жити ми!
Досить нам уже терпіти!
Вільних прадідів ми діти!
Дихати на повні груди
Мусимо, як вільні люди.
Клянемося перед богом
I людьми.
Що рабами більш не будем
Жити ми!
Той нікчема і ганеба,
Хто не вмре, коли це треба,
Хто не здійме в битві зброї
Для вітчизни дорогої!
Клямемося перед богом
І людьми,
Що рабами більш не будем
Жити ми!
Шабля в золоті іскриться
Ліпше, ніж кайданів криця!
В дружбі з шаблею старою
Рвіть кайдани — і до бою!
Клянемося перед богом
І людьми,
Що рабами більш не будем
Жити ми!
Знов засяє, як в заграві,
Рід наш давній в давній славі,
Змиєм кров'ю, як герої,
З себе знак ганьби старої!
Клянемося перед богом
I людьми,
Що рабами більш не будем
Жити ми!
В сяйві волі, повні сили,
Прийдуть на оці могили
Наші внуки, вільні люди,
Нас з любов'ю пом'янути.
Клянемося перед богом
I людьми,
Що рабами більш не будем
Жити ми!